# Bahnhofstraße 40 (Thannhausen)

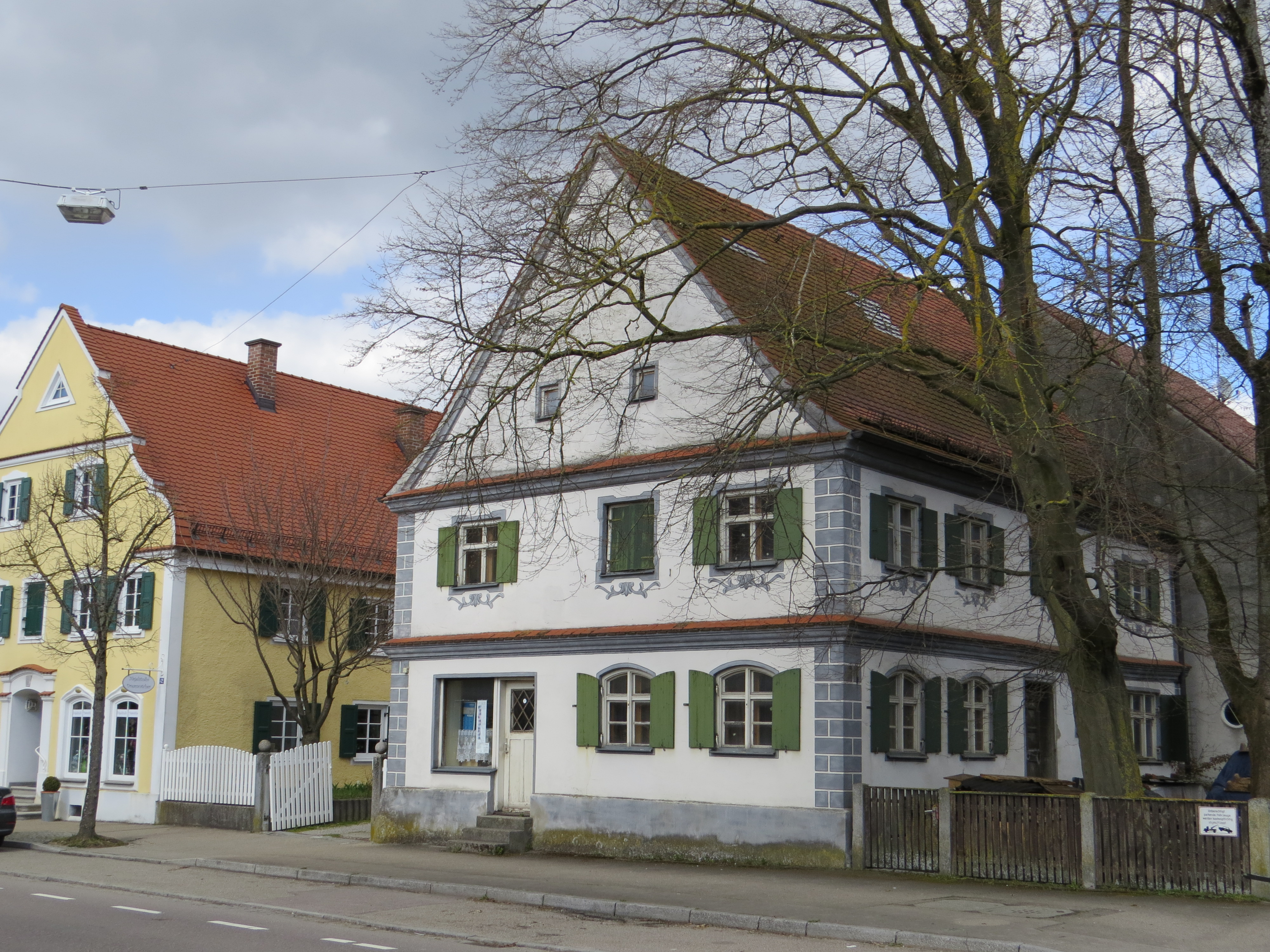
Haus Bahnhofstraße 40 in Thannhausen

Das Gebäude Bahnhofstraße 40 in Thannhausen, einer Stadt im schwäbischen Landkreis Günzburg in Bayern, wurde im 18. Jahrhundert errichtet. Das Wohnhaus ist ein geschütztes Baudenkmal.
Der giebelständige Satteldachbau hat profilierte Gurt-, Trauf- und Giebelsohlgesimse. Der Ladeneinbau mit segmentförmigem Fenster stammt aus dem 19. Jahrhundert. Die Eingangstür aus dem Jahr 1804 und andere Teile im Inneren weisen Überformungen aus der Biedermeierzeit auf.